# Antonio de Mendoza
Antonio (López) de Mendoza (Granada, Espanya, 1493 - Lima, Perú, 1552) va ser el primer virrei de Nova Espanya (1535-1550) i el tercer virrei del Perú (1551-1552).
Era el sisè fill de Íñigo López de Mendoza, comte de Tendilla i primer marquès de Mondéjar, i de Francisca Pacheco Portocarrero. Es va casar amb Catalina de Vargas, filla del comptable dels Reis Catòlics, amb la qual va tenir tres fills. A la mort del seu pare, el 16 de juliol de 1516, va heretar l'Encomienda de Secuéllanos, a Ciudad Real, convertint-se en Comendador i cavaller número tretze de l'Orde de Sant Jaume.
Després d'algunes campanyes a la Revolta de les Comunitats de Castella i algunes missions diplomàtiques, el 17 d'abril de 1535 va ser nomenat primer virrei del Virregnat de Nova Espanya. El 2 d'octubre del mateix any va arribar a Veracruz, i el dia 14 de novembre va entrar solemnement a la capital de Nova Espanya. Va ser l'únic virrei amb un mandat il·limitat, ja que a partir d'ell, tots els virreis van tenir el límit de 6 anys per governar el seu Virregnat.
L'any 1536, el virrei Mendoza va introduir a Nova Espanya la primera impremta d'Amèrica, que va funcionar a casa de l'italià Juan Paolo o Pablos. També va fundar la Casa de la Moneda de la Ciutat de Mèxic. El 25 de març de 1544, va promulgar les Noves Lleis, però a les primeres revoltes, va decidir suspendre la seva execució, fins a conèixer la resolució de l'emperador.
El 4 de juliol de 1549, Carles I d'Espanya va nomenar Antonio de Mendoza com a nou virrei i governador del Perú, i president de l'Audiència de Lima. Per acomplir amb el mandat del rei, va fer entrega del Virregnat de Nova Espanya al seu successor, Luis de Velasco, el novembre de 1550. A mitjans de l'any següent va salpar del port de Guatulco, amb destinació al Perú.
No va durar molt en el càrrec de virrei del Perú, ja que el 21 de juliol de 1552 va morir a Lima. Va ser enterrat a la Catedral de Lima, al costat de la tomba de Francisco Pizarro.